# ガーフィールド・マクドナルド

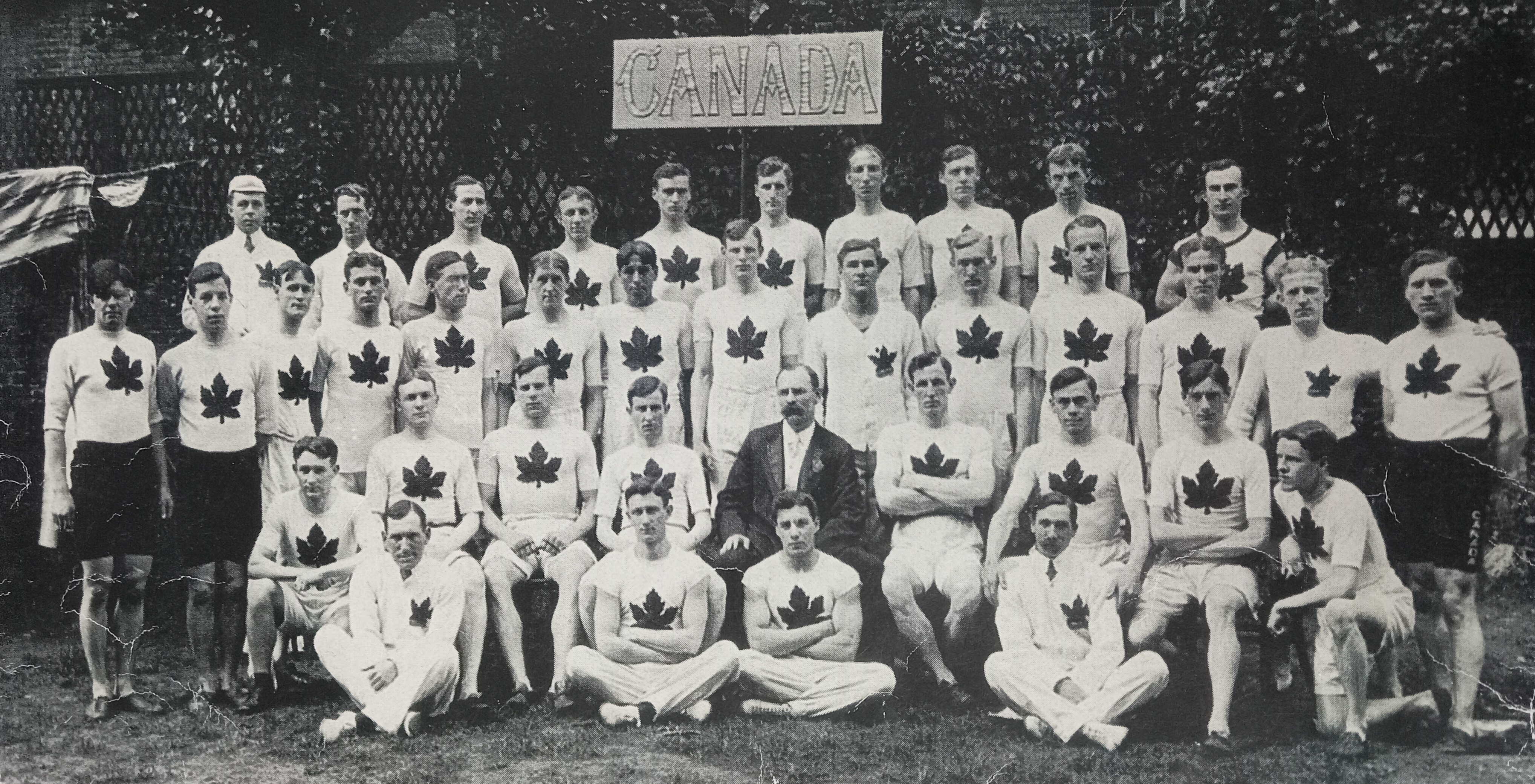
1908年ロンドンオリンピックのカナダ選手団。後ろから2列目、左から5人目がマクドナルド。

ジョン・ガーフィールド・マクドナルド（John Garfield MacDonald、1881年8月8日 - 1951年）は、カナダの男子陸上競技選手である。彼は、1908年に開催されたロンドンオリンピックの三段跳で銀メダルを獲得した。

## 経歴
マクドナルドは、ロンドンオリンピックで走高跳、走幅跳、三段跳の3つの種目に出場した。そのうち走高跳では出場22選手中の13位タイ、走幅跳は出場32選手中21位以下（記録、順位不明）に終わっている。
8つの国から20人の選手が出場して行われた三段跳では、14メートル76センチの記録してイギリス代表のティモシー・エイハーンに続いて2位となり、銀メダル獲得を果たした。

## オリンピックでの成績
| 年   | 大会                 | 場所                 | 種目   | 結果     | 記録     |
| ---- | -------------------- | -------------------- | ------ | -------- | -------- |
| 1908 | ロンドンオリンピック | ロンドン（イギリス） | 走高跳 | 13位タイ | 1.72m    |
| 1908 | ロンドンオリンピック | ロンドン（イギリス） | 走幅跳 | 順位不明 | 記録不明 |
| 1908 | ロンドンオリンピック | ロンドン（イギリス） | 三段跳 | 2位      | 14.76m   |